# Das dreckige Spiel
Das dreckige Spiel (Originaltitel: True Believer) ist ein US-amerikanisches Filmdrama von Joseph Ruben aus dem Jahr 1989 mit James Woods in der Hauptrolle. Die Synchronfirma Cine Adaption GmbH, München war verantwortlich für die Synchronisation und Pierre Peters-Arnolds für das Dialogbuch und für die Dialogregie.

## Handlung
In New York übernimmt der einst idealistisch gesinnte Anwalt Edward Dodd in der Gegenwart überwiegend die Verteidigung von Drogenhändlern in Strafprozessen. Roger Baron ist ein junger Anwalt und erst kürzlich Universitätsabsolvent. Er bewundert Dodd und kennt sein Wirken in bekannten Prozessen der 1960er Jahre auswendig. Er stellt sich daher bei ihm vor. Dodd und Baron arbeiten fortan zusammen.
Baron überredet Dodd, den Fall des seit acht Jahren inhaftierten Koreaners Shu Kai Kim zu übernehmen, der wegen eines Mordes auf offener Straße einsitzt und im Gefängnis bei einem Kampf unter rivalisierenden Banden einen weiteren Menschen getötet haben soll, wobei er aussagt, er habe dabei in Notwehr gehandelt. Dabei bekommt er Hilfe von der Privatdetektivin Kitty Greer.
Dodd entdeckt in den Aussagen der Zeugen des ersten Mordprozesses zahlreiche Schwachpunkte. Er findet heraus, dass der Mord von einem ins Zeugenschutzprogramm aufgenommenen Mann begangen wurde, der als Informant für die Justizbehörden arbeitete und zur Zeit des Mordes in einer dunklen Straße wie ein bärtiger Asiate aussah. Er tat es, weil er eine Affäre mit seiner Frau hatte. Der damalige Staatsanwalt nutzte dabei seine eigene Macht für eigene Machtinteressen aus und ließ den Mord durch drei korrupte Polizisten dem völlig unschuldigen Shu Kai Kim in die Schuhe schieben, um ihn weiterhin für sich als Informanten haben zu können, dessen Hilfe entscheidend wurde, um durch seine Leistungen Bezirksstaatsanwalt werden zu können.
Dodd gelingt es, einen der korrupten Polizisten zu einer wahrheitsgemäßen Aussage zu bewegen, um sein Gewissen zu erleichtern. Später wird der eigentliche Täter von den anderen korrupten Polizisten getötet, als er vorhatte ihn umzubringen, weil er über alles Bescheid wusste. Sie hatten erkannt, dass alles vorbei war, wollten nicht, dass alles noch schlimmer wird und lassen ihn gehen.
Später ruft der Verteidiger den damals beteiligten Staatsanwalt in den Zeugenstand und der dafür sorgte, dass der Wiederaufnahmefall von ihm vor Gericht vertreten wird. Dieser kann den nun vorgelegten Beweisen und Aussagen nichts entgegensetzen. Shu Kai Kim wird freigesprochen und durch den Freispruch auch bei dem anderen Todesfall freigesprochen. Er wird daraufhin freigelassen. Wegen des Falles entsteht zusätzlich ein großer Rummel, Dodd entdeckt aufgrund des Falles seinen Idealismus wieder und Baron, ermutigt durch diesen Fall, gibt letzte Zweifel auf und will weiterhin mit Dodd zusammenarbeiten.

## Kritiken
Hal Hinson lobte in der Washington Post vom 17. Februar 1989 die Darstellungen von Robert Downey Jr. und Margaret Colin. Die Darstellung von James Woods – der in die Rolle „sein Herz und seine Seele“ stecke – sei intensiv, weise jedoch auch „panische“ Züge auf. Diese Art der Intensität sei nicht hineinziehend.
Das Lexikon des internationalen Films schrieb, „aufgeputschte Action im Milieu der New Yorker Chinatown-Gangs“ lenke von dem „Interesse an der Psychologie der Figur“ ab. Der Film sei „spannend“, dennoch „pathetisch“; seine Inszenierung sei „zu hektisch“.
Nach der Meinung von Kino.de sei der Film ein gekonnt inszenierter, vor Spannung knisternder Gerichtsthriller in bester „Suspect“-Manier mit James Woods in einer Paraderolle, der neben Spannung auch eine gehörige Portion Sozialkritik vorweisen kann.

## Auszeichnungen
Joseph Ruben gewann im Jahr 1989 den Grand Prix des französischen Cognac Festival du Film Policier. Wesley Strick wurde im Jahr 1990 für den Edgar Allan Poe Award nominiert.

## Hintergrund
Der Film wurde in Oakland (Kalifornien) gedreht. Er spielte in den Kinos der USA ca. 8,7 Millionen US-Dollar ein.